# Anisocentropus hyboma
Anisocentropus hyboma là một loài Trichoptera trong họ Calamoceratidae. Chúng phân bố ở miền Australasia.